# Aker Solutions
Aker Solutions ASA (früher Aker Kværner ASA) ist ein norwegischer Konzern, der 2004 aus der Fusion der Konzerne Kværner und Aker ASA entstanden ist. Chef (Executive Chairman) des Unternehmens ist Luis Araujo. Am 8. April 2008 nannte sich Aker Kværner ASA in Aker Solutions ASA um.

## Überblick
Hauptanteilseigner ist Aker ASA mit rund 6 % der Aktien in direktem und 28 % in mittelbarem Besitz (Stand: 2014). Wegen des niedrigen Ölpreises wurden 2014 bis 2015 mehrere tausend Arbeitsplätze abgebaut.

## Unternehmensgliederung
Aker Solutions gliedert sich in folgende Organisations-Strukturen, in denen vielfach Tochterfirmen als eigene rechtliche Einheiten tätig sind::
- Regionalorganisationen
Brasilien
Norwegen
Vereinigtes Königreich
Nordamerika
- Geschäftsfelder
Versorgungssysteme (Umbilicals)
Bohrtechnik (Drilling technologies)
Untersee-Technik (Subsea)
Wartung und Betrieb (Maintenance, modifications, and operations)
Prozesssysteme (Process systems)
Ingenieurwesen (Engineering)
Ölfeld-Dienste und maritimes Inventar (Oilfield services and marine assets)

## Beteiligung in Deutschland
Seit 2009 besteht in Erkelenz das Tochterunternehmen Aker Wirth GmbH, das nach einer Übernahme aus der zuvor unabhängigen Wirth Maschinen- und Bohrgeräte-Fabrik hervorgegangen ist.

## Eine Aktivität in Österreich
Zumindest einer der drei beim Bau des knapp 33 km langen, 2013 bis 2020 ausgebrochenen Koralmtunnels der Koralmbahn eingesetzten Tunnelbohrmaschinen trägt am Schild das Logo AkerSolutions – neben Logos des Auftraggebers ÖBB Infra und des Bauunternehmens Strabag.

## Aker Yards (2002–2007)
Im Februar 2002 wurden die Schiffbauaktivitäten der norwegischen Konzerne Aker und Kværner unter der Managementgesellschaft Aker Kværner Yards AS in Oslo gebündelt. 2004 entstand dann unter neuen Eigentumsverhältnissen die Schiffbaugruppe Aker Yards ASA, die an der Osloer Börse notiert wurde. Von März 2007 bis Dezember 2008 wurde Aker Yards, damals der größte Schiffbauer Europas, von Aker Solutions an die südkoreanische STX Corporation verkauft. Im November 2008 hat sich Aker Yards in STX Europe umbenannt und wurde dann an der Börse delisted.